# Ара Маликян
Ара Маликян е ливанско-испански цигулар от арменски произход.

## Биография
Роден е на 14 септември 1968 г. в Бейрут, Ливан. От ранно детство се учи да свири на цигулка, под ръководството на своя баща. На 12 години изнася първия си концерт. В музикалния си стил вплита музиката на различни култури, като тази на Близкия Изток (арабска и еврейска), на Централна Европа, Аржентина (танго) и Испания (фламенко). Живее в Мадрид и свири в Симфоничния оркестър на Мадрид.

## Дискография

### Албуми
- 1995: Le quattro stagioni
- 1996: 750 Jahre Wölpinghausen
- 1996: Miniatures
- 1997: Bow on the String
- 1999: 500 motivaciones
- 2000: All Seasons for Different
- 2000: Robert Schumann
- 2002/2004: Manantial
- 2003: 24 Caprices for Solo Violin by Paganini
- 2003: Sarasate
- 2003: Six Sonatas for Solo Violin by Ysaÿe
- 2003: Sonatas and Partitas for Solo Violin by Bach
- 2004: El arte del violín
- 2004: The Four Seasons by Vivaldi
- 2005: De la felicidad
- 2005: De los Cobos / Montsalvatge
- 2006: Tears of Beauty
- 2007: Meeting with a friend
- 2007: Lejos
- 2010: Conciertos románticos españoles de violín (Orquesta sinfónica de Castilla & León-Alejandro Posada & Ara Malikian)
- 2011: Con los ojos cerrados (Ara Malikian & Fernando Egozcue Quinteto)
- 2011: Christmas mood
- 2013: Pizzicato
- 2015: 15
- 2016: The Incredible Story of Violin

### Музика към филми (soundtracks)
- 1999: Manolito Gafotas
- 2000: El Otro Barrio
- 2001: Los Pasos Perdidos
- 2002: Hable con ella
- 2005: La Mala Educación
- 2006: Ecos
- 2010: Pájaros de papel
- 2016: Beyond Flamenco